# Universität für Luft- und Raumfahrt Peking
Die Universität für Luft- und Raumfahrt Peking (chinesisch 北京航空航天大學 / 北京航空航天大学, Pinyin Běijīng Hángkōng Hángtiān Dàxué), wegen der alten englischen Bezeichnung Beijing University of Aeronautics and Astronautics oft „BUAA“ abgekürzt, ist eine Universität im Pekinger Stadtbezirk Haidian. Sie wurde 1952 gegründet und hat ein breites Angebot von Studiengängen in den Bereichen Naturwissenschaft, Technik, Recht, Ökonomie, Management und Fremdsprachen. Der Schwerpunkt liegt aber auf Luft- und Raumfahrt. Die Wettbewerbe im Gewichtheben der Olympischen Sommerspiele 2008 wurden in der Sporthalle der Universität veranstaltet.

## Geschichte
Im ersten Jahrzehnt des 20. Jahrhunderts, gegen Ende der Qing-Dynastie, schickte die chinesische Regierung eine große Zahl von Studenten an ausländische Universitäten, um Ingenieurwissenschaften zu studieren. Im September 1910, im zweiten Jahr der Regierung von Kaiser Aisin Gioro Puyi (damals vier Jahre alt), wurden Liu Zuocheng (刘佐成, 1883–1943) und Li Baojun (李宝焌, 1886–1912) auf Staatskosten von der Waseda-Universität in Japan heimgeholt, um, finanziert vom Generalstab (军谘府), auf dem Truppenübungsplatz Nanyuan südlich der Pekinger Stadtmauer eine Flugzeugfabrik aufzubauen, die spätere Fabrik 211 der Chinesischen Akademie für Trägerraketentechnologie.
Am 22. März 1911 kehrte der Flugpionier Feng Ru (冯如, 1883–1912) mit drei Mitarbeitern seiner Guangdong Air Vehicle Company und zwei Flugzeugen aus den USA nach China zurück. Mit Unterstützung des Generalgouverneurs von Guangdong und Guangxi (两广总督) begann er sofort nach seiner Ankunft bei dem Dorf Yantang (燕塘村) im heutigen Stadtbezirk Tianhe von Guangzhou eine Flugzeugfabrik und einen Flugplatz aufzubauen (heute ein Ausbildungszentrum der Heeres-Spezialeinheiten).
Nach der Xinhai-Revolution und der Gründung der Republik China  am 1. Januar 1912 gründete die Beiyang-Regierung unter Yuan Shikai im Herbst 1913 unweit der Pekinger Flugzeugfabrik eine Luftfahrtschule (航空学校). Durch die bürgerkriegsähnlichen Zustände und den Nordfeldzug konnte sich die Luftfahrt in China damals jedoch nicht weiterentwickeln. Erst nach dem Mukden-Zwischenfall 1931 und der Schlacht um Shanghai 1932 erkannte man die Bedeutung der Luftwaffe. 1934 richtete die Pekinger Tsinghua-Universität am Institut für Maschinenbau der Fakultät für Ingenieurwissenschaften einen Lehrstuhl für Luftfahrttechnik (航空工程组) ein, der 1938 nach der Umsiedelung nach Kunming und der Gründung der Vereinigten Südwest-Universität zum Institut für Luftfahrttechnik (航空工程系) ausgebaut wurde.
Am Nationalen Beiyang-Polytechnikum (国立北洋工学院, die heutige Tianjin-Universität) wurde ebenfalls 1934 ein Lehrstuhl für Luftfahrttechnik eingerichtet, der bereits im Herbst 1935 zum Institut hochgestuft wurde.

### Luftfahrtakademie Peking
Zwischen 1944 und 1950 wurden noch an einer Reihe weiterer Universitäten Institute für Luftfahrttechnik eingerichtet, die auf Anordnung des Zentralkomitees der Kommunistischen Partei Chinas bei einer ersten Hochschulreform im März 1951 an drei Hochschulen zusammengefasst wurden: der Tsinghua-Universität, dem Peking-Polytechnikum und der Sichuan-Universität. Bei einer zweiten Hochschulreform wurde dann per Anweisung des Ministeriums für Bildung der Zentralen Volksregierung (中央人民政府教育部) vom 24. Oktober 1952 aus den Luftfahrttechnik-Instituten jener drei Universitäten mit Wirkung vom 25. Oktober 1952 die Luftfahrtakademie Peking (北京航空学院, Pinyin Běijīng Hángkōng Xuéyuàn) gebildet und dem am 7. August 1952 gegründeten „Zweiten Ministerium für Maschinenbauindustrie“ (第二机械工业部, Pinyin Dì Èr Jīxiè Gōngyè Bù) unterstellt, das damals für Panzer, Funkgeräte und Flugzeuge zuständig war. 
Hier der Stammbaum:
| Polytechnische Fachhochschule Südwestchina 西南工业专科学校 | Polytechnische Fachhochschule Südwestchina 西南工业专科学校 | Polytechnische Fachhochschule Südwestchina 西南工业专科学校 | Polytechnische Fachhochschule Südwestchina 西南工业专科学校 | Polytechnische Fachhochschule Südwestchina 西南工业专科学校 | Polytechnische Fachhochschule Südwestchina 西南工业专科学校 |                                   |                                   | Nordchina-Universität 华北大学    | Nordchina-Universität 华北大学    | Nordchina-Universität 华北大学 | Nordchina-Universität 华北大学 | Nordchina-Universität 华北大学 | Nordchina-Universität 华北大学 |  |  | Tsinghua-Universität 清华大学 | Tsinghua-Universität 清华大学 | Tsinghua-Universität 清华大学 | Tsinghua-Universität 清华大学 | Tsinghua-Universität 清华大学 | Tsinghua-Universität 清华大学 |  |  | Beiyang-Universität 北洋大学 | Beiyang-Universität 北洋大学 | Beiyang-Universität 北洋大学 | Beiyang-Universität 北洋大学 | Beiyang-Universität 北洋大学          | Beiyang-Universität 北洋大学  |                               |                               | Polytechnische Akademie Nordwestchinas 西北工学院 | Polytechnische Akademie Nordwestchinas 西北工学院 | Polytechnische Akademie Nordwestchinas 西北工学院 | Polytechnische Akademie Nordwestchinas 西北工学院 | Polytechnische Akademie Nordwestchinas 西北工学院 | Polytechnische Akademie Nordwestchinas 西北工学院 |  |  | Xiamen-Universität 厦门大学 | Xiamen-Universität 厦门大学 | Xiamen-Universität 厦门大学 | Xiamen-Universität 厦门大学 | Xiamen-Universität 厦门大学 | Xiamen-Universität 厦门大学 |  |  | Sichuan-Universität 四川大学 | Sichuan-Universität 四川大学 | Sichuan-Universität 四川大学 | Sichuan-Universität 四川大学 | Sichuan-Universität 四川大学 | Sichuan-Universität 四川大学 |                              |                              | Yunnan-Universität 云南大学  | Yunnan-Universität 云南大学  | Yunnan-Universität 云南大学 | Yunnan-Universität 云南大学 | Yunnan-Universität 云南大学 | Yunnan-Universität 云南大学 |  |  |  |  |  |  |  |  |  |  |  |  |  |  |  |  |  |  |  |  |  |  |  |  |  |  |  |  |  |  |  |  |  |  |  |  |  |  |  |  |  |  |  |  |  |  |  |  |
| Polytechnische Fachhochschule Südwestchina 西南工业专科学校 | Polytechnische Fachhochschule Südwestchina 西南工业专科学校 | Polytechnische Fachhochschule Südwestchina 西南工业专科学校 | Polytechnische Fachhochschule Südwestchina 西南工业专科学校 | Polytechnische Fachhochschule Südwestchina 西南工业专科学校 | Polytechnische Fachhochschule Südwestchina 西南工业专科学校 |                                   |                                   | Nordchina-Universität 华北大学    | Nordchina-Universität 华北大学    | Nordchina-Universität 华北大学 | Nordchina-Universität 华北大学 | Nordchina-Universität 华北大学 | Nordchina-Universität 华北大学 |  |  | Tsinghua-Universität 清华大学 | Tsinghua-Universität 清华大学 | Tsinghua-Universität 清华大学 | Tsinghua-Universität 清华大学 | Tsinghua-Universität 清华大学 | Tsinghua-Universität 清华大学 |  |  | Beiyang-Universität 北洋大学 | Beiyang-Universität 北洋大学 | Beiyang-Universität 北洋大学 | Beiyang-Universität 北洋大学 | Beiyang-Universität 北洋大学          | Beiyang-Universität 北洋大学  |                               |                               | Polytechnische Akademie Nordwestchinas 西北工学院 | Polytechnische Akademie Nordwestchinas 西北工学院 | Polytechnische Akademie Nordwestchinas 西北工学院 | Polytechnische Akademie Nordwestchinas 西北工学院 | Polytechnische Akademie Nordwestchinas 西北工学院 | Polytechnische Akademie Nordwestchinas 西北工学院 |  |  | Xiamen-Universität 厦门大学 | Xiamen-Universität 厦门大学 | Xiamen-Universität 厦门大学 | Xiamen-Universität 厦门大学 | Xiamen-Universität 厦门大学 | Xiamen-Universität 厦门大学 |  |  | Sichuan-Universität 四川大学 | Sichuan-Universität 四川大学 | Sichuan-Universität 四川大学 | Sichuan-Universität 四川大学 | Sichuan-Universität 四川大学 | Sichuan-Universität 四川大学 |                              |                              | Yunnan-Universität 云南大学  | Yunnan-Universität 云南大学  | Yunnan-Universität 云南大学 | Yunnan-Universität 云南大学 | Yunnan-Universität 云南大学 | Yunnan-Universität 云南大学 |  |  |  |  |  |  |  |  |  |  |  |  |  |  |  |  |  |  |  |  |  |  |  |  |  |  |  |  |  |  |  |  |  |  |  |  |  |  |  |  |  |  |  |  |  |  |  |  |
|                                                             |                                                             |                                                             |                                                             |                                                             |                                                             |                                   |                                   |                                   |                                   |                                |                                |                                |                                |  |  |                               |                               |                               |                               |                               |                               |  |  |                              |                              |                              |                              |                                       |                               |                               |                               |                                                   |                                                   |                                                   |                                                   |                                                   |                                                   |  |  |                             |                             |                             |                             |                             |                             |  |  |                              |                              |                              |                              |                              |                              |                              |                              |                              |                              |                             |                             |                             |                             |  |  |  |  |  |  |  |  |  |  |  |  |  |  |  |  |  |  |  |  |  |  |  |  |  |  |  |  |  |  |  |  |  |  |  |  |  |  |  |  |  |  |  |  |  |  |  |  |
|                                                             |                                                             |                                                             |                                                             | Peking-Polytechnikum 北京工业学院                           | Peking-Polytechnikum 北京工业学院                           | Peking-Polytechnikum 北京工业学院 | Peking-Polytechnikum 北京工业学院 | Peking-Polytechnikum 北京工业学院 | Peking-Polytechnikum 北京工业学院 |                                |                                |                                |                                |  |  |                               |                               |                               |                               |                               |                               |  |  |                              |                              |                              |                              | Tsinghua-Universität 清华大学         | Tsinghua-Universität 清华大学 | Tsinghua-Universität 清华大学 | Tsinghua-Universität 清华大学 | Tsinghua-Universität 清华大学                     | Tsinghua-Universität 清华大学                     |                                                   |                                                   |                                                   |                                                   |  |  |                             |                             |                             |                             |                             |                             |  |  |                              |                              |                              |                              | Sichuan-Universität 四川大学 | Sichuan-Universität 四川大学 | Sichuan-Universität 四川大学 | Sichuan-Universität 四川大学 | Sichuan-Universität 四川大学 | Sichuan-Universität 四川大学 |                             |                             |                             |                             |  |  |  |  |  |  |  |  |  |  |  |  |  |  |  |  |  |  |  |  |  |  |  |  |  |  |  |  |  |  |  |  |  |  |  |  |  |  |  |  |  |  |  |  |  |  |  |  |
|                                                             |                                                             |                                                             |                                                             | Peking-Polytechnikum 北京工业学院                           | Peking-Polytechnikum 北京工业学院                           | Peking-Polytechnikum 北京工业学院 | Peking-Polytechnikum 北京工业学院 | Peking-Polytechnikum 北京工业学院 | Peking-Polytechnikum 北京工业学院 |                                |                                |                                |                                |  |  |                               |                               |                               |                               |                               |                               |  |  |                              |                              |                              |                              | Tsinghua-Universität 清华大学         | Tsinghua-Universität 清华大学 | Tsinghua-Universität 清华大学 | Tsinghua-Universität 清华大学 | Tsinghua-Universität 清华大学                     | Tsinghua-Universität 清华大学                     |                                                   |                                                   |                                                   |                                                   |  |  |                             |                             |                             |                             |                             |                             |  |  |                              |                              |                              |                              | Sichuan-Universität 四川大学 | Sichuan-Universität 四川大学 | Sichuan-Universität 四川大学 | Sichuan-Universität 四川大学 | Sichuan-Universität 四川大学 | Sichuan-Universität 四川大学 |                             |                             |                             |                             |  |  |  |  |  |  |  |  |  |  |  |  |  |  |  |  |  |  |  |  |  |  |  |  |  |  |  |  |  |  |  |  |  |  |  |  |  |  |  |  |  |  |  |  |  |  |  |  |
|                                                             |                                                             |                                                             |                                                             |                                                             |                                                             |                                   |                                   |                                   |                                   |                                |                                |                                |                                |  |  |                               |                               |                               |                               |                               |                               |  |  |                              |                              |                              |                              |                                       |                               |                               |                               |                                                   |                                                   |                                                   |                                                   |                                                   |                                                   |  |  |                             |                             |                             |                             |                             |                             |  |  |                              |                              |                              |                              |                              |                              |                              |                              |                              |                              |                             |                             |                             |                             |  |  |  |  |  |  |  |  |  |  |  |  |  |  |  |  |  |  |  |  |  |  |  |  |  |  |  |  |  |  |  |  |  |  |  |  |  |  |  |  |  |  |  |  |  |  |  |  |
|                                                             |                                                             |                                                             |                                                             |                                                             |                                                             |                                   |                                   |                                   |                                   |                                |                                |                                |                                |  |  |                               |                               |                               |                               |                               |                               |  |  |                              |                              |                              |                              | Luftfahrtakademie Peking 北京航空学院 |                               |                               |                               |                                                   |                                                   |                                                   |                                                   |                                                   |                                                   |  |  |                             |                             |                             |                             |                             |                             |  |  |                              |                              |                              |                              |                              |                              |                              |                              |                              |                              |                             |                             |                             |                             |  |  |  |  |  |  |  |  |  |  |  |  |  |  |  |  |  |  |  |  |  |  |  |  |  |  |  |  |  |  |  |  |  |  |  |  |  |  |  |  |  |  |  |  |  |  |  |  |

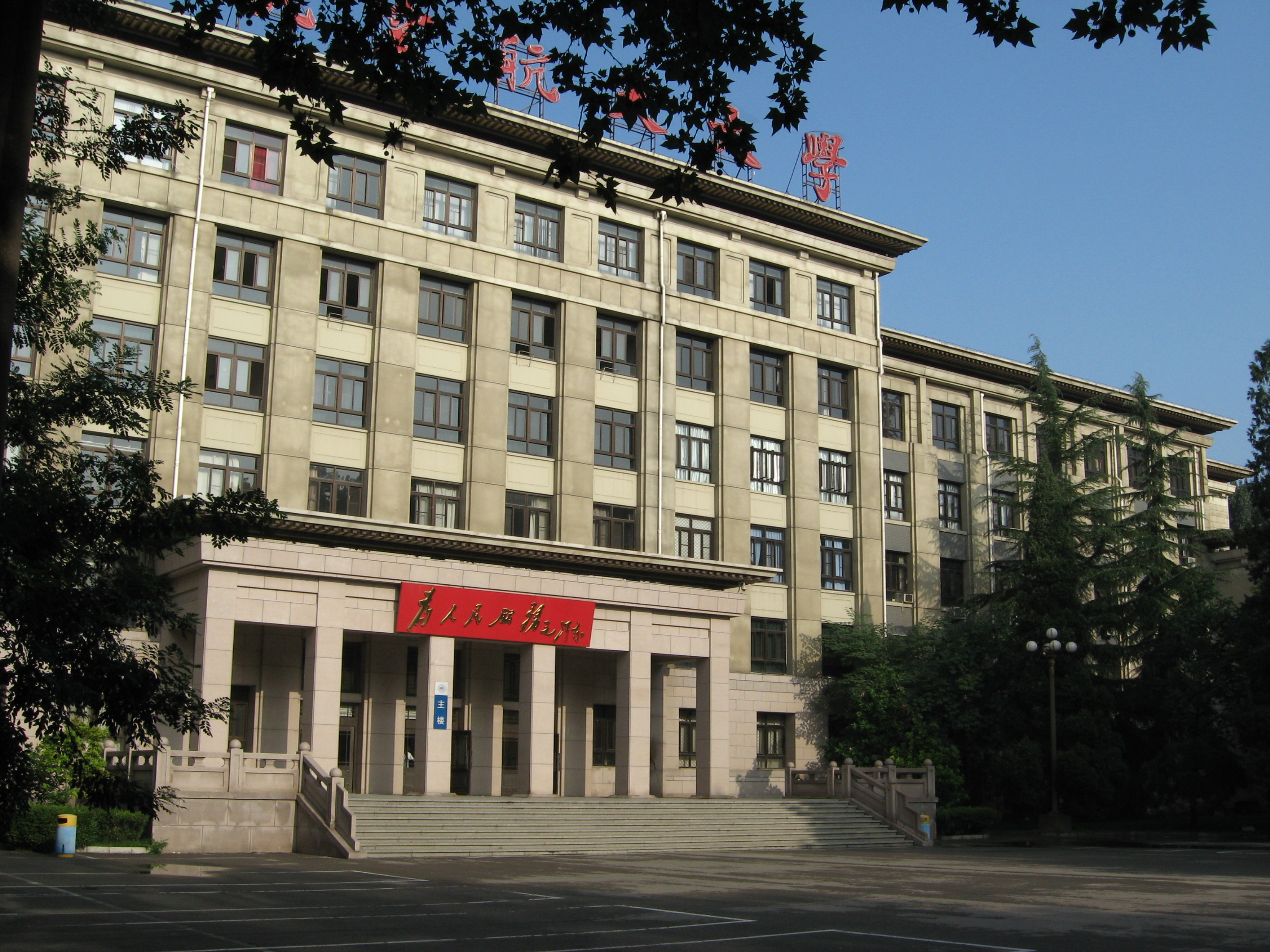
Altes Hauptgebäude

Nach der feierlichen Eröffnungszeremonie am 25. Oktober 1952, dem zweiten Jahrestag des Eintritts der Chinesischen Volksfreiwilligenarmee in den Koreakrieg, die in der Aula der ehemaligen Université Franco-Chinoise auf dem Gelände des Peking-Polytechnikums stattfand, wurden die Unterrichtsveranstaltungen zunächst in den Räumlichkeiten des Polytechnikums abgehalten.
Im Mai 1953 beschloss die Luftfahrtakademie, auf dem Gebiet des Dorfes Baiyanzhuang (柏彦庄村) im Stadtbezirk Haidian etwa 3 km östlich der Universität Peking einen eigenen Campus einzurichten. Am 1. Juni 1953 war Baubeginn. Mehrere tausend Arbeiter errichteten in Tag- und Nachtschichten auf 135.245 m² Land (ehemalige Äcker und ein Friedhof) Wohnheime und Unterrichtsräume mit einer Grundfläche von rund 60.000 m². Im Oktober 1953 bezogen zu Beginn des neuen Studienjahrs alle Studenten sowie ein Teil der Dozenten ihre Unterkünfte, der gesamte Unterricht fand bereits auf dem neuen Campus statt. 1957 waren die Bauarbeiten dann abgeschlossen, die Gesamtkosten beliefen sich auf 35,6 Millionen Yuan. Zum Vergleich: ein Facharbeiter verdiente damals etwa 40 Yuan pro Monat, wovon er eine fünfköpfige Familie ernähren konnte.
Bereits 1954 hatte man auf Anforderung des Zweiten Ministeriums für Maschinenbauindustrie ein Institut für Flugzeugausrüstung und ein Institut für Luftfahrtwerkstoffe eingerichtet, wo Studiengänge für Luftfahrtinstrumente und Autopiloten, elektrische Einrichtungen in Flugzeugen, Spezialausrüstung, thermische Metallbearbeitung, Gießen, Drücken und Schweißen angeboten wurden.
Nachdem Verteidigungsminister Peng Dehuai am 6. August 1956 im Verteidigungsministerium das sogenannte „Fünfte Büro“ mit Qian Xuesen vom California Institute of Technology als Chefingenieur eingerichtet hatte, das sich mit der Entwicklung von Trägerraketen für Kernwaffen befassen sollte,
wurden ab dem Studienjahr 1956/57 die neuen Studiengänge Raketenkonstruktion und Flüssigkeitsraketentriebwerke angeboten, dazu noch Aerodynamik, Funkausrüstung, Luftfahrtingenieurwirtschaft und Messgerätetechnologie.
Mit dem Studienjahr 1957/58, noch vor dem Großen Sprung nach vorn, führte die Luftfahrtakademie ein duales Ausbildungssystem ein, bei dem die Studenten durch die Teilnahme an realer Forschungs-, Entwicklungs- und Produktionstätigkeit praktische Erfahrung gewinnen und zum Aufbau des Landes beitragen sollten (勤工俭学). Im Rahmen dieses Programms schlug die Akademie Ende 1957 vor, ein leichtes Passagierflugzeug für 8 Passagiere und 2 Mann Besatzung zu entwickeln. Im Februar 1958 genehmigte Premierminister Zhou Enlai das Projekt. Man richtete Werkstätten und Zeichensäle ein und begann mit der Entwicklung der zweimotorigen „Beijing 1“ (北京一号). Neben 116 Dozenten und 180 Mechanikern etc. waren 1159 Studenten des 2., 3., 4., und 5. Studienjahrs an dem Projekt beteiligt. Am 24. September 1958  absolvierte der Prototyp auf dem Flughafen Peking seinen ersten Testflug, am 1. Oktober 1958 wurde das Flugzeug der Zivilen Luftfahrtbehörde der Volksrepublik China (CAAC) übergeben, und am 28. Oktober 1958 flog es erstmals die 2500 km lange Strecke Peking-Shanghai, allerdings mit Zwischenstopps; die maximale Reichweite des Flugzeugs lag bei etwas über 1000 km.
Da das Flugzeug in Handarbeit hergestellt worden war und nicht den Sicherheitsbestimmungen der CAAC für den Passagierverkehr entsprach, wurde es trotz weiterer erfolgreicher Testflüge, auch im Kurzstreckenverkehr nach Tianjin, nicht für planmäßige Verbindungen eingesetzt. Die Beijing 1 ging auch nie in Serienfertigung; der Prototyp steht heute im Luft- und Raumfahrtmuseum der Universität.
Ein weiteres studentisches Projekt jener Jahre war die 6 m lange Höhenforschungsrakete „Beijing 2“ (北京二号), die am 22. September 1958  auf dem Schieß- und Waffenerprobungsplatz Baicheng der Volksbefreiungsarmee (中国人民解放军第一军械科学试验靶场) in der Provinz Jilin, heute auch bekannt als „Basis 31“, ihren Erstflug absolvierte.
Unter der Anleitung von Wen Chuanyuan (文传源, 1918–2019), Mitbegründer der heutigen Fakultät für Automatisierungswissenschaft und Elektrotechnik, wurde eine Antonow An-2 in ein unbemanntes, fernsteuerbares Flugzeug umgebaut, die „Beijing 5“ (北京五号). Sowjetische Experten hatten im Vorfeld Bedenken geäußert, aber am 1. Oktober 1958, dem chinesischen Nationalfeiertag, absolvierte der einmotorige Doppeldecker seinen erfolgreichen Erstflug. Nach weiteren Verbesserungen wurde das Flugzeug am 31. Januar 1959 auf dem Flughafen Peking der Führung von Luftwaffe und CAAC mit diversen Flugmanövern vorgestellt.
Bei all diesen Projekten handelte es sich um typische Erscheinungen des Großen Sprungs nach vorn: sie wurden mit viel Enthusiasmus durchgeführt, Presse und Wochenschau (中央新闻纪录) berichteten breit darüber, aber letztendlich handelte es sich um Einzelstücke mit nicht mehr wirtschaftlichem Wert als die damaligen Dorf-Hochöfen oder die Kleinsatelliten, die heute von Studenten gebaut werden. Das Ziel, zum Aufbau des Landes beizutragen, wurde nicht erreicht. Die duale Ausbildung wird jedoch an den Akademien der China Aerospace Science and Technology Corporation (eine Nachfolgeorganisation des Fünften Büros) und auch an den Einrichtungen der Universität der Chinesischen Akademie der Wissenschaften bis heute praktiziert. Allerdings benötigen Bewerber hierfür mindestens ein Vordiplom, und das zahlenmäßige Verhältnis von Dozenten und Facharbeitern zu Studenten ist genau umgekehrt als 1958. In dieser Form ist das System höchst erfolgreich – zahlreiche Führungskräfte der chinesischen Luft- und Raumfahrtindustrie gingen aus diesen hauseigenen Akademien hervor.
Im Mai 1966, zu Beginn der Kulturrevolution, bildete sich an der Luftfahrtakademie Peking eine „Kampfgruppe Rote Fahne“ (“红旗”战斗队) unter der Führung des Studenten Han Aijing (韩爱晶, * 1945), der bald darauf Vorsitzender des Revolutionskomitees (革命委员会) wurde, das die Leitung der Akademie übernahm. Ende Dezember 1966 schickte Han Aiping eine Gruppe Rotgardisten nach Chengdu in Sichuan, um Peng Dehuai zu „verhaften“ und nach Peking zu bringen.
Ab dem 9. Juli 1967 wurde Feldmarschall Peng auf Anweisung von Han Aiping, der wiederum auf Anweisung von Kang Sheng und Chen Boda aus dem Umkreis der Viererbande handelte, schwer misshandelt und starb schließlich am 29. November 1974 an den Folgen der Folter.
Han Aijing hatte auf dem Gelände der Luftfahrtakademie 18 „Isolationsräume“ (隔离室) eingerichtet, wo 465 Personen verhört und 170 widerrechtlich festgehalten wurden; mehr als 20 davon starben eines unnatürlichen Todes. Das war selbst in der Kulturrevolution nicht mehr tragbar. Im November 1969 wurde Han an die Staatliche Flugzeugmotorenfabrik 331 (国营第三三一厂) in Zhuzhou, Provinz Hunan, versetzt, heute eine Tochterfirma der Aero Engine Corporation of China. 
Am 8. März 1971 wurde er dort verhaftet und 

verbrachte die folgenden 15 Jahre bis zum 7. März 1986 in diversen Gefängnissen und Arbeitslagern.

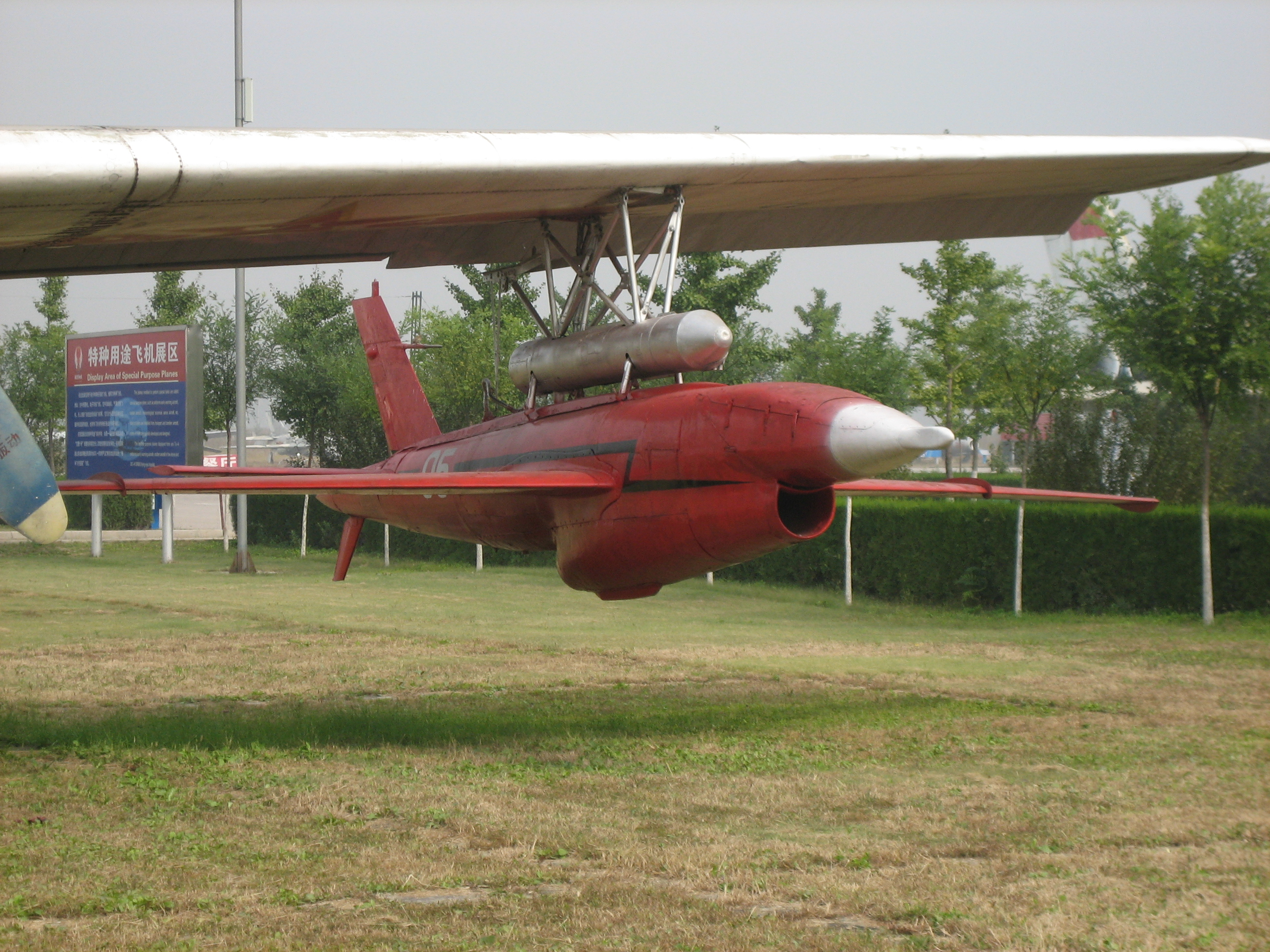
Wuzhen 5

Nach der Abschaffung der Abiturprüfungen im Juni 1966 wurden zwar keine neuen Studenten mehr aufgenommen, die wehrwichtige Forschungsarbeit lief jedoch weiter. So arbeitete man seit vor der Kulturrevolution intensiv an einem unbemannten Aufklärungsflugzeug, einer weiterentwickelten Version von Wen Chuanyuans Beijing 5. Trotz aller Widrigkeiten absolvierte die „Wuzhen 5“ (von 无人侦察机), Chinas erste hochfliegende Kamera-Drohne, 1972 ihren Jungfernflug.

Ab 1977 wurden wieder Studenten aufgenommen, ein Jahr später Doktoranden.

### Universität für Luft- und Raumfahrt Peking
In den 1980er Jahren nahm die Bedeutung der Raumfahrt in China immer weiter zu. Seit den 1970er Jahren entwickelte Trägerraketen wie die Langer Marsch 2C oder die Langer Marsch 3 wurden nun routinemäßig eingesetzt, am  26. Oktober 1985 hatte die chinesische Regierung die Erlaubnis erteilt, kommerzielle Satellitenstarts mit diesen Raketen auf dem internationalen Markt anzubieten,
Raumfahrt gehörte zu den ersten sieben Bereichen, die ab März 1986 aus dem Nationalen Programm zur Entwicklung von Hochtechnologie gefördert wurden. Um dem auch formal Rechnung zu tragen, genehmigte die damalige Staatskommission für Bildung im April 1988 die Umbenennung der Luftfahrtakademie Peking in „Universität für Luft- und Raumfahrt Peking“.
Die Luftfahrtakademie Peking war eine der ersten 16 Universitäten gewesen, die am 17. Mai 1957 vom Zentralkomitee der Kommunistischen Partei Chinas zu Nationalen Schwerpunkthochschulen (全国重点大学) ernannt wurden.
1989 wurde die Universität nun in die Liste der 14 Hochschulen aufgenommen, die aus Mitteln des 8. Fünfjahresplans (1991–1995) in großem Maßstab ausgebaut werden sollten. Im November 1995 billigte der Staatsrat der Volksrepublik China das sogenannte „Projekt 211“, bei dem im Dezember jenes Jahres zunächst 15 Universitäten zu Exzellenzuniversitäten erklärt wurden, darunter die Universität für Luft- und Raumfahrt Peking.
Im September 2001 wurde die Universität schließlich in die Gruppe der damals 29, mittlerweile 39 Spitzenuniversitäten aufgenommen, die aus dem Projekt 985 Fördermittel erhalten.
Zur Einordnung: in China gibt es insgesamt etwa 3000 Hochschulen.
Im Ausland war die Universität als Beijing University of Aeronautics and Astronautics, kurz „BUAA“, bekannt. 2002 beschloss man jedoch, bei internationalen Kontakten das in China seit 1952 gebräuchliche Akronym 北航 bzw. „Beihang“ zu verwenden. Während in China weiterhin die Bezeichnung 北京航空航天大学 bzw. „Universität für Luft- und Raumfahrt Peking“ verwendet wird, taucht nun in englischsprachigen Publikationen vermehrt der Name Beihang University auf.
Am 15. März 2008 ging die Zuständigkeit für die Universität von der Kommission für Wissenschaft, Technik und Industrie für Landesverteidigung in die des neugegründeten Ministeriums für Industrie und Informationstechnik über.

## Fakultäten
Stand 2020 hat die Universität für Luft- und Raumfahrt Peking folgende Fakultäten:

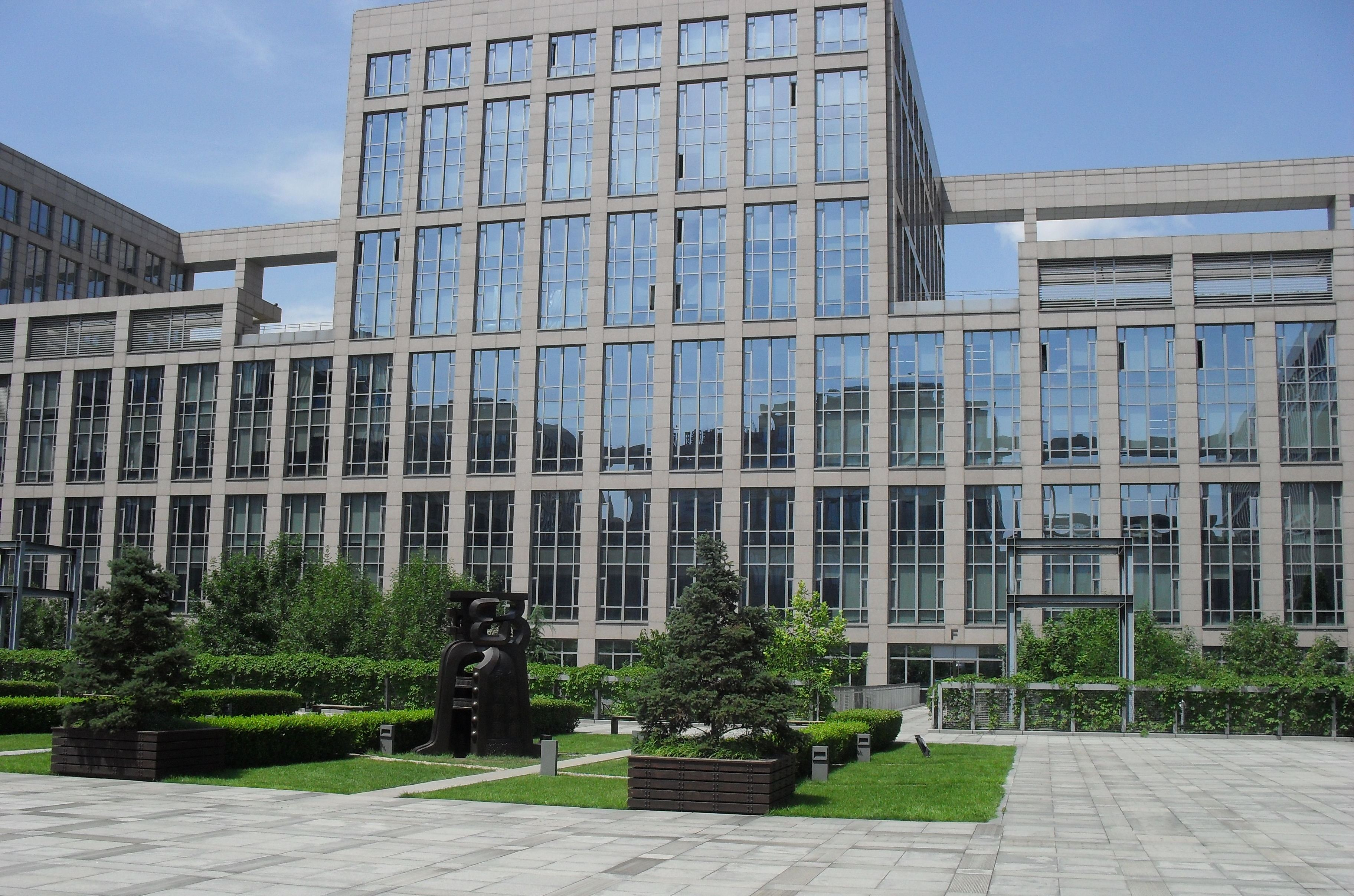
Neues Hauptgebäude

| Name                                                         | chinesisch               | gegr. | Web                        |
| ------------------------------------------------------------ | ------------------------ | ----- | -------------------------- |
| Fakultät für Energie- und Antriebstechnik                    | 能源与动力工程学院       | 1952  | sepe.buaa.edu.cn           |
| Fakultät für Luftfahrtwissenschaft und -technik              | 航空科学与工程学院       | 1952  | ase.buaa.edu.cn            |
| Fakultät für Maschinenbau und Automatisierungstechnik        | 机械工程及自动化学院     | 1952  | me.buaa.edu.cn             |
| Fakultät für Materialwissenschaft und Werkstofftechnik       | 材料科学与工程学院       | 1954  | mse.buaa.edu.cn            |
| Fakultät für Automatisierungswissenschaft und Elektrotechnik | 自动化科学与电气工程学院 | 1954  | asee.buaa.edu.cn           |
| Fakultät für Wirtschafts- und Verwaltungswissenschaften      | 经济管理学院             | 1956  | semen.buaa.edu.cn          |
| Fakultät für Elektronik und Informationswissenschaft         | 电子信息工程学院         | 1958  | ee.buaa.edu.cn             |
| Fakultät für Informatik                                      | 计算机学院               | 1958  | scse.buaa.edu.cn           |
| Fakultät für Fremdsprachen                                   | 外国语学院               | 1978  | fld.buaa.edu.cn            |
| Fakultät für Betriebssicherheit und Systemtechnik            | 可靠性与系统工程学院     | 1985  | rse.buaa.edu.cn            |
| Fakultät für Raumfahrt                                       | 宇航学院                 | 1988  | sa.buaa.edu.cn             |
| Fakultät für Luftfahrt                                       | 飞行学院                 | 1993  | flying.buaa.edu.cn         |
| Fakultät für Geistes- und Sozialwissenschaften               | 人文社会科学学院         | 1997  | hss.buaa.edu.cn            |
| Fakultät für Rechtswissenschaft                              | 法学院                   | 2002  | fxy.buaa.edu.cn            |
| Fakultät für Software                                        | 软件学院                 | 2002  | soft.buaa.edu.cn           |
| Fakultät für Erwachsenen- und Weiterbildung                  | 继续教育学院             | 2002  | cce.buaa.edu.cn            |
| Fakultät für MINT-Fächer                                     | 高等理工学院             | 2002  | hc.buaa.edu.cn             |
| Fakultät für Messtechnik und Optoelektronik                  | 仪器科学与光电工程学院   | 2003  | yqgdxy.buaa.edu.cn         |
| Sino-französische Fakultät für Ingenieurwissenschaften       | 中法工程师学院           | 2004  | ecpknen.buaa.edu.cn        |
| Fakultät für ausländische Studenten                          | 国际学院                 | 2004  | is.buaa.edu.cn             |
| Fakultät für Neue Medien, Kunst und Design                   | 新媒体艺术与设计学院     | 2006  | art.buaa.edu.cn            |
| Fakultät für Verkehrswesen                                   | 交通科学与工程学院       | 2007  | transportation.buaa.edu.cn |
| Fakultät für Bioengineering und Medizintechnik               | 生物与医学工程学院       | 2008  | bme.buaa.edu.cn            |
| Fakultät für Physik                                          | 物理学院                 | 2008  | physics.buaa.edu.cn        |
| Fakultät für Chemie                                          | 化学学院                 | 2008  | sce.buaa.edu.cn            |
| Fakultät für Marxismus                                       | 马克思主义学院           | 2008  | ipth.buaa.edu.cn           |
| Fakultät für Mathematikwissenschaften                        | 数学科学学院             | 2009  | math.buaa.edu.cn           |
| Fakultät Peking                                              | 北京学院                 | 2013  | beijing.buaa.edu.cn        |
| Fakultät für Weltraumwetter                                  | 空间与环境学院           | 2016  | sse.buaa.edu.cn            |
| Internationale Fakultät für Ingenieurwissenschaften          | 国际通用工程学院         | 2017  | sge.buaa.edu.cn            |
| Fakultät für grundständiges Studium                          | 北航学院                 | 2017  | bhc.buaa.edu.cn            |
| Fakultät für Netzwerksicherheit                              | 网络空间安全学院         | 2017  | cst.buaa.edu.cn            |
| Fakultät für Mikroelektronik                                 | 微电子学院               | 2018  | sme.buaa.edu.cn            |

Rektor der Universität im Rang eines Staatssekretärs ist seit März 2015 der Materialwissenschaftler Xu Huibin (徐惠彬, * 1959). Nach dem Diplom an der Technischen Universität Clausthal 1987 hatte er 1992 an der Technischen Universität Berlin promoviert und danach noch ein Jahr an der Technischen Universität München als Postdoc gearbeitet. Seit 2011 ist er Mitglied der Chinesischen Akademie der Ingenieurwissenschaften.
Im Studienjahr 2019/20 hatte die Universität 4266 Dozenten und wissenschaftliche Mitarbeiter, davon 2368 im Lehrbetrieb tätig. In jenem Studienjahr hatte die Universität gut 37.000 Vollzeitstudenten, etwa die Hälfte davon Magistranden und Doktoranden. Gut 2300 Studenten waren Ausländer.
Im Jahr 2019 verfügte die Universität für Luft- und Raumfahrt Peking über ein Forschungsbudget von 7,928 Milliarden Yuan (damals etwa 1 Milliarde Euro).

## Außenstellen

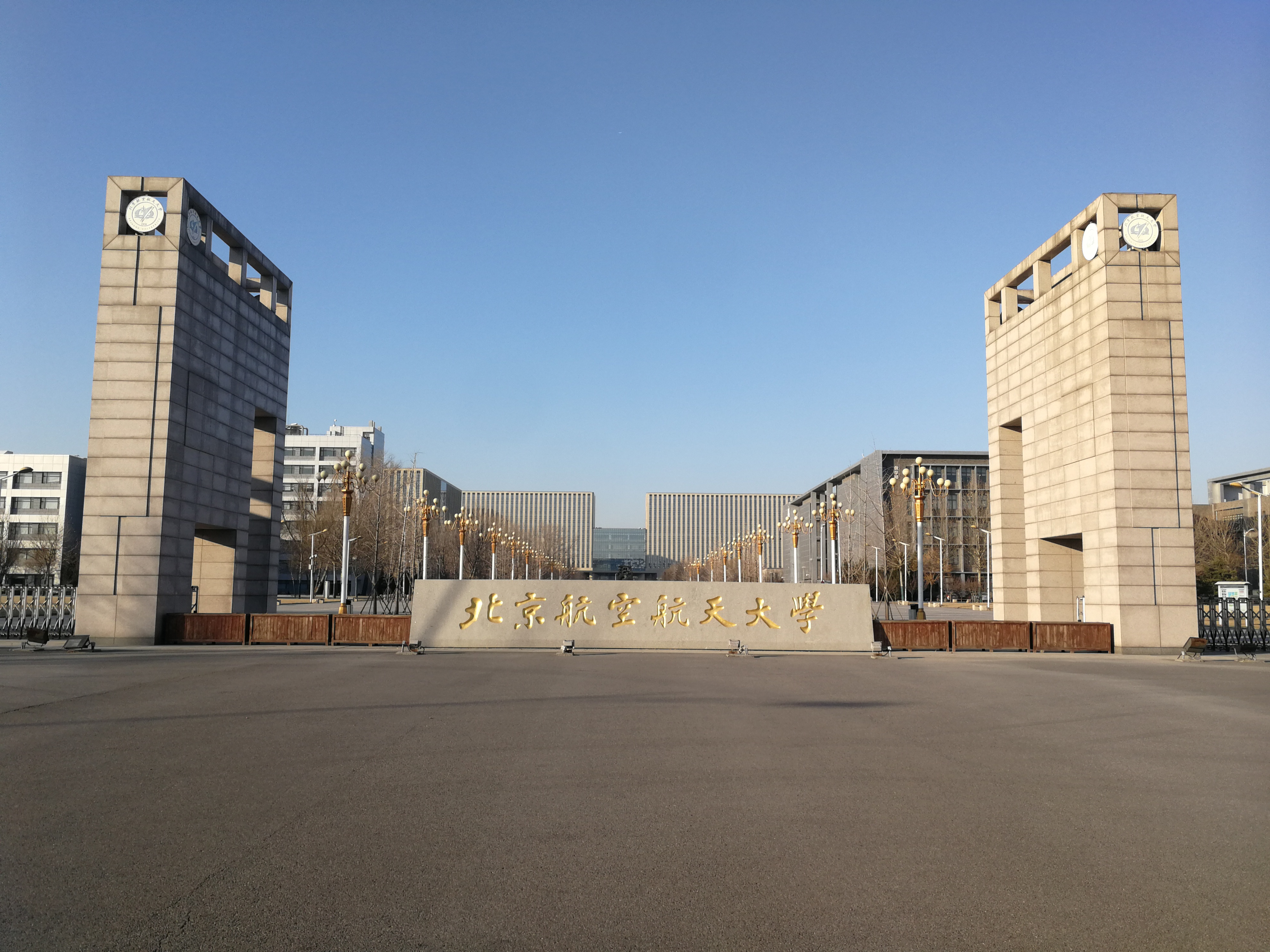
Campus Shahe

Neben dem Hauptcampus in der Akademiestraße, wo sich neben den Unterrichtsgebäuden und der Bibliothek auch 18 sieben bis siebzehnstöckige Studentenwohnheime befinden, besitzt die Universität noch eine Reihe von Außenstellen:
- Campus Shahe (沙河校区) im nordwestlichen Stadtbezirk Changping[36]
- Campus Doudian (窦店校区) im nordwestlichen Stadtbezirk Fangshan[37]
- Forschungsinstitut Qingdao (青岛研究院)[38]
- Innovationsinstitut Hefei (合肥创新研究院)[39]
- Innovationsinstitut Suzhou (苏州创新研究院)[40]
- Innovationsinstitut Yunnan (云南创新研究院) in Kunming[41]
- Innovationsinstitut Hangzhou (杭州创新研究院)[42]
- Beihai-Akademie (北海学院) in der Provinz Guangxi (2013–2019 keine neuen Studenten aufgenommen)[43][44]

## Absolventen
- Qi Faren (* 1933, Flugzeugbau)
- Liu Xingzhou (1933–2011, Triebwerksbau)
- Yuan Jiajun (* 1962, Mechanik fester Körper)
- Liu Wang (* 1969, Umweltingenieurwissenschaften)

## Olympische Sommerspiele 2008
Während der Olympischen Sommerspiele 2008 haben in der im Jahr 2007 renovierten Sporthalle der Universität für Luft- und Raumfahrt Peking die Wettbewerbe im Gewichtheben stattgefunden. Ebenso fand das Gewichtheben bei den Sommer-Paralympics 2008 dort statt. Die 21.000 m² große Halle bietet 3400 Sitzplätze, die anlässlich der Olympischen Spiele um 2600 temporäre Plätze ergänzt wurden.